# Tachydromia nigrimana
Tachydromia nigrimana är en tvåvingeart som först beskrevs av Roser 1840.  Tachydromia nigrimana ingår i släktet Tachydromia och familjen puckeldansflugor.
Artens utbredningsområde är Tyskland. Inga underarter finns listade i Catalogue of Life.